# Éditions Dunod
Dunod est une maison d'édition du groupe Hachette Livre, spécialisée dans les ouvrages de formation universitaire et professionnelle et regroupe les marques Dunod, Armand Colin, InterÉditions, Ediscience et Maxima.

## Domaines d'édition
Les domaines d'édition de Dunod sont :
- sciences et techniques, culture scientifique ;
- informatique ;
- biologie ;
- économie, expertise comptable, gestion et management ;
- sciences sociales, sciences humaines, psychologie, développement personnel, action sociale et médico-sociale.

## Historique
La librairie scientifique Dunod prend son nom avec Charles Dunod en 1858, au 49, quai des Grands-Augustins à Paris. De fait, elle existe depuis 1791, fondée à Paris par Jean-Louis Gœury sous le titre de Librairie pour les mathématiques & l'architecture. Henri Dunod prend sa direction en 1905.
Dunod est racheté par les éditions Bordas en 1972. Au sein du groupe Bordas, Dunod passe entre les mains des Presses de la Cité en 1977, d'Havas en 1997, puis, intégré à Vivendi Universal Publishing, il est vendu au groupe Lagardère en 2004.
Dunod rachète les éditions Armand Colin en 2014 et François Bachelot reprend le poste de Directeur général après le départ de Pierre-André Michel.
Après de nombreuses années non loin du Panthéon, au 5, rue Laromiguière, dans le quartier du Val-de-Grâce du 5e arrondissement, les éditions Dunod se rapprochent du siège de Hachette Livre à Vanves et s’installent 11 rue Paul Bert à Malakoff.
En avril 2019, la maison d'édition change son logo afin de renouveler son image et d'appuyer des changements de ligne éditoriale, notamment l'incorporation d'un fonds de développement personnel.